# USS Sawfish (SS-276)
USS Sawfish (SS-276) là một tàu ngầm lớp Gato từng phục vụ cùng Hải quân Hoa Kỳ trong Chiến tranh Thế giới thứ hai. Nó là chiếc tàu chiến duy nhất của Hải quân Hoa Kỳ được đặt cái tên này, theo tên loài cá đao. Nó đã phục vụ trong suốt Thế chiến II, thực hiện tổng cộng mười chuyến tuần tra, đánh chìm sáu tàu Nhật Bản, bao gồm một tàu ngầm, với tổng tải trọng 22.504 tấn. Được cho ngừng hoạt động sau khi xung đột chấm dứt vào năm 1946, nó tiếp tục phục vụ như tàu huấn luyện trong thành phần dự bị, rồi cuối cùng bị bán để tháo dỡ vào năm 1960. Sawfish được tặng thưởng tám Ngôi sao Chiến trận do thành tích phục vụ trong Thế Chiến II.

## Thiết kế và chế tạo
Lớp tàu ngầm Gato được thiết kế cho mục đích một tàu ngầm hạm đội nhằm có tốc độ trên mặt nước cao, tầm hoạt động xa và vũ khí mạnh để tháp tùng hạm đội chiến trận. Con tàu dài 311 ft 9 in (95,02 m) và có trọng lượng choán nước 1.525 tấn Anh (1.549 t) khi nổi và 2.424 tấn Anh (2.463 t) khi lặn. Chúng trang bị động cơ diesel dẫn động máy phát điện để cung cấp điện năng cho bốn động cơ điện, đạt được công suất 5.400 shp (4.000 kW) khi nổi và 2.740 shp (2.040 kW) khi lặn, cho phép đạt tốc độ tối đa 21 hải lý trên giờ (39 km/h) và 9 hải lý trên giờ (17 km/h) tương ứng. Tầm xa hoạt động là 11.000 hải lý (20.000 km) khi đi trên mặt nước ở tốc độ 10 hải lý trên giờ (19 km/h) và có thể hoạt động kéo dài đến 75 ngày và lặn được sâu tối đa 300 ft (90 m).
Lớp tàu ngầm Gato được trang bị mười ống phóng ngư lôi 21 in (530 mm), gồm sáu ống trước mũi và bốn ống phía phía đuôi tàu, chúng mang theo tối đa 24 quả ngư lôi. Vũ khí trên boong tàu gồm một hải pháo 3 inch/50 caliber, và thường được tăng cường một khẩu pháo phòng không Bofors 40 mm nòng đơn và một khẩu đội Oerlikon 20 mm nòng đôi, kèm theo súng máy .50 caliber và .30 caliber. Tiện nghi cho thủy thủ đoàn bao gồm điều hòa không khí, thực phẩm trữ lạnh, máy lọc nước, máy giặt và giường ngủ cho hầu hết mọi người, giúp họ chịu đựng cái nóng nhiệt đới tại Thái Bình Dương cùng những chuyến tuần tra kéo dài đến hai tháng rưỡi.
Sawfish được đặt lườn tại Xưởng hải quân Portsmouth ở  Kittery, Maine vào ngày 20 tháng 1, 1942. Nó được hạ thủy vào ngày 23 tháng 6, 1942, được đỡ đầu bởi bà Hattie Wyatt Caraway, nữ Thượng nghị sĩ đầu tiên của Hoa Kỳ, và được cho nhập biên chế cùng Hải quân Hoa Kỳ vào ngày 26 tháng 8, 1942 dưới quyền chỉ huy của Hạm trưởng, Thiếu tá Hải quân Eugene Thomas Sands.

## Lịch sử hoạt động

### 1943
Sau khi hoàn tất việc chạy thử máy huấn luyện tại các vùng biển ngoài khơi Portsmouth, New Hampshire, và vịnh Narragansett, Sawfish chuẩn bị để được điều động sang khu vực Mặt trận Thái Bình Dương. Nó khởi hành từ Căn cứ Tàu ngầm Hải quân New London, băng qua kênh đào Panama và đi đến Trân Châu Cảng vào ngày 21 tháng 1, 1943.

#### Chuyến tuần tra thứ nhất và thứ hai
Khởi hành từ Trân Châu Cảng vào ngày 31 tháng 1 cho chuyến tuần tra đầu tiên tại vùng biển Tây Nam Nhật Bản, Sawfish đã tấn công nhiều mục tiêu nhưng không thể xác nhận kết quả, và rất có thể đã tấn công nhầm vào các tàu buôn trung lập Ilmen và Kola của Liên Xô. Nó quay trở về Midway vào ngày 25 tháng 3 để tái trang bị trước khi tiếp tục chuyến tuần tra tiếp theo. Nó rời Midway vào ngày 15 tháng 4 để hướng sang Nhật Bản, và ngoài khơi bờ biển đảo Honshū vào ngày 5 tháng 5, nó đã đánh chìm chiếc pháo hạm cải biến Hakkai Maru (2.921 tấn). Sau đó nó tiếp tục tấn công một lực lượng Nhật Bản, nhưng lạc mất mục tiêu giữa cơn mưa giông. Chiếc tàu ngầm quay trở về Trân Châu Cảng vào ngày 6 tháng 6.

#### Chuyến tuần tra thứ ba
Trong chuyến tuần tra thứ ba từ ngày 30 tháng 6 đến ngày 10 tháng 8, Sawfish xuất phát từ Trân Châu Cảng để hoạt động tại vùng biển Hoa Đông. Trong đêm 21 tháng 7, nó tấn công một đoàn chín tàu buôn và truy đuổi trong suốt năm ngày tiếp theo, nhưng không được xác nhận kết quả nào. Đến sáng ngày 27 tháng 7, nó tấn công một đoàn tàu được một tàu rải mìn hộ tống bằng một loạt bốn quả ngư lôi từ khoảng cách 750 yd (690 m). Một vụ nổ lớn xác nhận tàu rải mìn duyên hải Hirashima (720 tấn) đã trúng ngư lôi và bị chìm. Nó kết thúc chuyến tuần tra khi quay trở về Trân Châu Cảng.

#### Chuyến tuần tra thứ tư và thứ năm
Trong chuyến tuần tra thứ tư từ ngày 10 tháng 9 đến ngày 16 tháng 10 trong biển Nhật Bản, bảy lượt tấn công của Sawfish đều không có kết quả khi số ngư lôi mang theo gặp khiếm khuyết và trục trặc, và con tàu quay trở về Midway. Trong chuyến tuần tra tiếp theo từ ngày 1 tháng 11 tại khu vực quần đảo Bonin, nó đã đánh chìm tàu chở hành khách Sansei Maru (3.267 tấn) vào ngày 8 tháng 12 trước khi quay trở về Misway vào ngày 19 tháng 12. Chiếc tàu ngầm tiếp tục đi về vùng bờ Tây để được đại tu tại Xưởng hải quân Hunter's Point ở San Francisco, California.

### 1944

#### Chuyến tuần tra thứ sáu và thứ bảy
Khởi hành từ Trân Châu Cảng vào ngày 8 tháng 4, 1944 cho chuyến tuần tra thứ sáu tại vùng biển Nhật Bản, Sawfish chỉ bắt gặp hai mục tiêu và những đợt tấn công đều không có kết quả. Trong chuyến tuần tra thứ bảy tiếp theo, nó hoạt động trong thành phần một đội tấn công phối hợp "Bầy sói" vốn bao gồm các tàu ngầm Rock (SS-274) và Tilefish (SS-307), rồi xuất phát từ Majuro thuộc quần đảo Marshall vào ngày 22 tháng 6 để hướng sang khu vực Philippines. Nó đã gây hư hại cho một tàu chở dầu vào ngày 18 tháng 7, rồi đến ngày 26 tháng 7 đã phóng một loạt bốn quả ngư lôi nhắm vào tàu ngầm Nhật Bản I-29, vốn là một trong số sáu tàu ngầm Nhật Bản được phái sang Châu Âu làm nhiệm vụ Yanagi để trao đổi kỹ thuật quân sự với Đức Quốc xã; I-29 đã trúng ngư lôi, nổ tung và đắm. Sau khi truy đuổi một đoàn tàu vận tải không đem đến kết quả, "Bầy sói" rút lui về Trân Châu Cảng vào ngày 15 tháng 8.

#### Chuyến tuần tra thứ tám
Trong chuyến tuần tra thứ tám, Trung tá Hải quân Alan B. Banister, hạm trưởng của Sawfish, chỉ huy một "Bầy sói" vốn bao gồm các tàu ngầm Drum (SS-228), Icefish (SS-367) cùng các tàu ngầm khác. Lực lượng khởi hành từ Trân Châu Cảng vào ngày 9 tháng 9 để hướng sang]], nơi họ đánh chìm một số lượng lớn tàu buôn đối phương. Bản thân đã đánh chìm tàu chở dầu Tachibana Maru (6.521 tấn) vào ngày 9 tháng 10, và sau đó là tàu tiếp liệu thủy phi cơ Kimikawa Maru (6.838 tấn) vào ngày 23 tháng 10. Trong chuyến tuần tra này, nó cũng phục vụ tìm kiếm và giải cứu hỗ trợ cho các chiến dịch không kích từ các tàu sân bay xuống Đài Loan, và đã cứu vớt một phi công thuộc Liên đội Tiêm kích VF-15 của tàu sân bay Essex (CV-9), vốn đã sống sót trên một bè cứu sinh trong gần năm ngày mà không có thức ăn và nước uống. "Bầy sói" rút lui về Majuro thuộc quần đảo Marshall vào ngày 8 tháng 11.

### 1945

#### Chuyến tuần tra thứ chín và thứ mười
Lên đường vào ngày 17 tháng 12, 1944 cho chuyến tuần tra thứ chín, Sawfish quay trở lại vùng biển Đài Loan để tiếp tục nhiệm vụ tìm kiếm và giải cứu. Nó cứu vớt một phi công vào ngày 21 tháng 1, 1945 trước khi lên đường quay trở về Guam thuộc quần đảo Mariana để tái trang bị, đi đến Apra Harbor vào ngày 4 tháng 2. Chiếc tàu ngầm lại lên đường vào ngày 10 tháng 3 cho chuyến tuần tra thứ mười, cũng là chuyến cuối cùng, để phục vụ tìm kiếm và giải cứu tại khu vực quần đảo Ryūkyū phục vụ cho các chiến dịch không kích nhằm chuẩn bị cho cuộc đổ bộ lên Okinawa. Khi hoàn thành nhiệm vụ, nó quay trở về Trân Châu Cảng vào ngày 26 tháng 4, rồi tiếp tục quay về San Francisco để được đại tu tại xưởng tàu của hãng Bethlehem Steel Company.

### 1946 - 1960
Sawfish hoàn tất công việc trong xưởng tàu và đang trên đường hướng sang vùng biển quần đảo Hawaii khi Nhật Bản chấp nhận đầu hàng vào ngày 15 tháng 8, giúp chấm dứt vĩnh viễn cuộc xung đột. Nó đi đến Trân Châu Cảng vào ngày 22 tháng 8, nhưng được lệnh quay trở về vùng bờ Tây để phục vụ cho việc huấn luyện tại Trường Sonar Hạm đội tại San Diego. Con tàu có chuyến đi đến Hawaii vào đầu năm 1946, rồi quay trở lại San Francisco vào ngày 22 tháng 3 để chuẩn bị ngừng hoạt động.
Nó được cho xuất biên chế vào ngày 26 tháng 6, 1946, và được đưa về Hạm đội Dự bị Thái Bình Dương, neo đậu tại Xưởng hải quân Mare Island cho đến tháng 5, 1947. Con tàu được chuyển đến San Pedro, California để phục vụ như tàu huấn luyện cho nhân sự thuộc Hải quân Dự bị Hoa Kỳ. Tên nó được cho rút khỏi danh sách Đăng bạ Hải quân vào ngày 1 tháng 4, 1960, và con tàu bị bán để tháo dỡ vào ngày 14 tháng 11, 1960.

## Phần thưởng
Sawfish được tặng thưởng tám Ngôi sao Chiến trận do thành tích phục vụ trong Thế Chiến II. Nó được ghi công đã đánh chìm sáu tàu Nhật Bản, bao gồm một tàu ngầm, với tổng tải trọng 22.504 tấn.
|  |                                                       |  |
|  | Silver star · Bronze star · Bronze star · Bronze star |  |

| Dãi băng Hoạt động Tác chiến  |                                                                         |                                      |
| Huân chương Chiến dịch Hoa Kỳ | Huân chương Chiến dịch Châu Á-Thái Bình Dương với 8 Ngôi sao Chiến trận | Huân chương Chiến thắng Thế Chiến II |